# Rosa Judith Cisneros
Rosa Judith Cisneros Aguilar (1938 - San Salvador 18 d'agost de 1981) va ser una advocada i escriptora salvadorenca. Activista pels drets humans i la planificació familiar, va desenvolupar la seva carrera professional en aquests àmbits fins al seu assassinat en 1981. Va ser la líder laica de la diòcesi de l'església episcopaliana d'El Salvador.

## Biografia
Els seus pares van ser Rosa del Carmen Aguilar de Cisneros i Octavio Cisneros Ambrogi. En 1971 va presentar la seva tesi doctoral a la Universitat d'El Salvador. Va ser membre de l'Església Episcopal. Mai es va casar.
Com a dirigent laica de la diòcesi episcopaliana d'El Salvador, va ser activista de causes humanitàries com els drets de les dones i drets de la població indígena. Sovint va ser amenaçada de mort quan ocupava el càrrec de directora del projecte de planificació familiar sota els auspicis de l'Associació Demogràfica Salvadorenca.
Sent la Directora legal de CREDHO, un programa episcopalià dissenyat per proporcional assistència a la població rural pobre a través de set cooperatives agrícoles d'El Salvador, va ser assassinada.

## Càrrecs exercits
- Directora executiva de l'Associació Demogràfica Salvadorenca (Associació Demogràfica Salvadorenca), una organització privada dedicada a la planificació familiar.[3][4][5]
- Directora legal de CREDHO, un programa episcopal dissenyat per ajudar a la població rural pobra a través de cooperatives agrícoles i assistència legal.
- Assessora legal de la Unió Comunitària Salvadorenca, una organització de camperols.[2]
- Lideressa laica en la diòcesi episcopal d'El Salvador.

## L'assassinat
Al moment de la seva mort, la guerra civil salvadorenca estava en curs. Els assassinats eren freqüents, inclòs el de Monsenyor Romero al març de 1980. Rodolfo Veiés, capdavanter de la Unió Comunitària Salvadorenca, havia estat assassinat a San Salvador el 3 de gener de 1981, juntament amb dos assessors laborals dels Estats Units. Un membre de l'Església Episcopal que havia mort en el conflicte va ser l'ambaixador de Sud-àfrica, Archibald Dunn, després de ser capturat per un grup guerriller.
En el matí del 18 d'agost de 1981, Rosa Judith Cisneros estava sortint de la seva casa en un suburbi al nord de San Salvador quan un cotxe carregat d'homes la va detenir i la va arrossegar a l'automòbil. Segons informes, un testimoni presencial la va veure disparar a curta distància amb una metralladora. Els homes no es van identificar, ni cap grup es va responsabilitzar de l'assassinat.
El bisbe episcopal John M. Allin, a Dresden per a la reunió del comitè central del Consejo Mundial d'Iglesias, va emetre una declaració en la qual va assenyalar que l'assassinat "li roba a la nació una capdavantera devota i talentosa. El seu assassinat sense sentit és una tragèdia personal per a l'Església Episcopal a El Salvador. Com a advocada, autora i defensora dels drets de les dones i valenta humanitària, la Dra. Cisneros es va guanyar el respecte i la confiança de la comunitat pública".

## Obra
- El dret contractual com a instrument legal per a la integració econòmica a Amèrica Central (tesi doctoral) (1971), Facultat de Jurisprudència i Ciències Socials, Universitat d'El Salvador.[1]
- Condició Jurídica de la Dona Salvadorenca (1976), Escola de Dret i Diplomàcia de Fletcher.[7][8][9][10]
- La salut infantil en un món en canvi (La salut del nen en un món canviant) (1978), Associació Demogràfica Salvadorenca.[11]
- Comunicacions de planificació familiar i ús d'anticonceptius a Guatemala, El Salvador i Panamà (coautor) (1982), Studies in Family Planning Vol. 13, No. 6/7 (juny-juliol de 1982), pàg. 190–199, publ. Consell de Població[4]

## Reconeixements
Rosa Judith Cisneros va rebre el premi John Nevin Sayre de l'Episcopal Peace Fellowship pòstumament a l'any 1985. El seu nom ha estat atorgat a una parròquia episcopal i a la missió Our Little Roses per a nenes maltractades i abandonades en Sant Pere Sula, Hondures.